# Popmundo
Popmundo er et onlinerollespil, som giver spilleren muligheden, for at blive en stor, stjerne indenfor musikindustrien.
Spilleren starter på bar bund, ved en bakke og må komme sig videre ved at skrive sang, udøve færdigheder, øve sange og holde koncerter. De udgiver singler, musikvideoer osv. 
Spilleren skal skaffe sig et job, men kan også komme ind på en kriminel løbebane, for mulighed for at stjæle ting fra andre spillere, begå indbrud i lejligheder, stjæle penge fra arbejdspladen, være pyroman, eller udøve graffiti. Andre, mere offentlige, jobs som bl.a. politimand, brandmand og læge er også tilgængelige.
Der er over 380.000 aktive spillere (november 2008) og 32 byer fordelt over hele verden.

## Ekstern henvisning
- http://www.popmundo.com